# John Spalek
John M. Spalek (* 28. Juli 1928 in Warschau; † 5. Juni 2021 in Philadelphia) war ein US-amerikanischer Germanist. Sein Forschungsgebiet waren die deutschen Emigranten in der Zeit des Nationalsozialismus.

## Leben
Spalek kam mit seiner Familie 1945 nach Köln, wo er eine Schreinerlehre absolvierte. 1949 emigrierte er in die USA, schloss 1951 ein Studium der spanischen Literatur ab und begann, an der Stanford University zu forschen. Er promovierte über das Thema Theological Problems on the Contemporary German Stage.
Spalek war an der University of Southern California in Los Angeles und der State University of New York in Albany tätig. in den 1970er Jahren begann er, Materialien deutschsprachiger Emigranten in den USA aufzuspüren und zu beschreiben, u. a. Teil-Nachlässe von Thomas Mann, George Grosz, Hermann Borchardt, Soma Morgenstern, Stefan Zweig, Joseph Roth, Fritz von Unruh und anderen. Er traf in diesem Zusammenhang u. a. Henry Koster, Marta Feuchtwanger und Billy Wilder.
An der State University of New York in Albany richtete er eine Exile-Collection ein. In den frühen 1970er Jahren begann auch seine Zusammenarbeit mit dem Deutschen Exilarchiv 1933–1945 der Deutschen Nationalbibliothek. Er vermittelte viele Bestände in diese Sammlung, u. a. die Nachlässe von Hermann Borchardt und Soma Morgenstern.

## Film
- Die Koffer des Herrn Spalek. Dokumentarfilm, 72 min., 2012[3]

## Ehrungen
- Goethe-Medaille 2010
- Ehrenmitglied der „Gesellschaft für Exilforschung“ 2010

## Werke (Auswahl)
- als Hrsg.: Deutschsprachige Exilliteratur seit 1933. de Gruyter, Saur, München, später Berlin.
- mit Joseph P. Strelka: Kalifornien. 1976. Zwei Teile; nur diese Bände: Obertitel Deutsche Exilliteratur seit 1933. Francke, Bern 1976.
- USA. Teile 1–5, 2000–2005 (Teil 2 = New York, erstmals 1989).
- mit Konrad Feilchenfeldt, Sandra H. Hawrylchak: USA. Supplement 1. 2010.
- Bibliographien. Schriftsteller, Publizisten und Literaturwissenschaftler in den USA. 1994. Teil 1: A–G, Teil 2: H–M, Teil 3: N–Z.
- als Hrsg.: Ernst Toller: Gesammelte Werke. Hanser, München 1978.
- mit Wolfgang Frühwald: Der Fall Toller. Hanser, München 1979.